# Howard (Colorado)
Howard es un lugar designado por el censo ubicado en el condado de Fremont en el estado estadounidense de Colorado. En el Censo de 2010 tenía una población de 723 habitantes y una densidad poblacional de 16,67 personas por km².

## Geografía
Howard se encuentra ubicado en las coordenadas 38°24′35″N 105°50′33″O / 38.40972, -105.84250. Según la Oficina del Censo de los Estados Unidos, Howard tiene una superficie total de 43.36 km², de la cual 43.36 km² corresponden a tierra firme y (0%) 0 km² es agua.

## Demografía
Según el censo de 2010, había 723 personas residiendo en Howard. La densidad de población era de 16,67 hab./km². De los 723 habitantes, Howard estaba compuesto por el 96.13% blancos, el 0.14% eran afroamericanos, el 0.83% eran amerindios, el 0.14% eran asiáticos, el 0% eran isleños del Pacífico, el 0.83% eran de otras razas y el 1.94% pertenecían a dos o más razas. Del total de la población el 4.15% eran hispanos o latinos de cualquier raza.